# Parantica wegneri
Parantica wegneri är en fjärilsart som beskrevs av Engbert Jan Nieuwenhuis 1960. Parantica wegneri ingår i släktet Parantica och familjen praktfjärilar. IUCN kategoriserar arten globalt som sårbar. Inga underarter finns listade i Catalogue of Life.